# Puchar Narodów Oceanii w Piłce Ręcznej Mężczyzn 2012
|  | Puchar Narodów Oceanii 2010 << >> Puchar Narodów Oceanii 2014 |

Puchar Narodów Oceanii w Piłce Ręcznej Mężczyzn 2012 – piąty turniej męskiego Pucharu Narodów Oceanii. Odbył się w dniach 22–23 czerwca 2012 roku w Dural Sport and Leisure Centre w australijskim Sydney. Do turnieju przystąpiły dwie reprezentacje narodowe – Nowa Zelandia i Australia.
Stawką dwumeczu pomiędzy uczestnikami było prawo występu na mistrzostwach świata, które odbyły się w styczniu 2013 roku w Hiszpanii. Obydwa mecze w stosunku 31:10 wygrała reprezentacja gospodarzy kwalifikując się tym samym do turnieju finałowego MŚ.

## Mecze
| 22 czerwca 201220:00 | Australia | 31:10(15:6) | Nowa Zelandia | Dural Sport And Leisure Centre, Sydney Widzów: 200 |
| 22 czerwca 201220:00 |           | 31:10(15:6) |               | Dural Sport And Leisure Centre, Sydney Widzów: 200 |

| 23 czerwca 201216:00 | Nowa Zelandia | 10:31(6:16) | Australia | Dural Sport And Leisure Centre, Sydney |
| 23 czerwca 201216:00 |               | 10:31(6:16) |           | Dural Sport And Leisure Centre, Sydney |